# Звуковой барьер

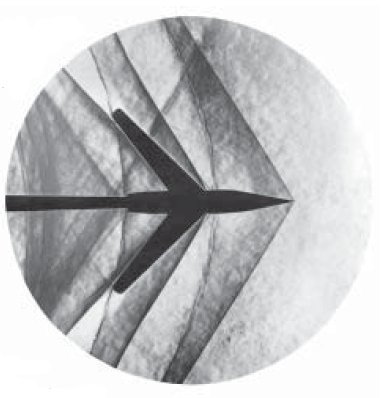
Фотография ударных волн при обтекании модели сверхзвуковым потоком в аэродинамической трубе (Аэродинамическая лаборатория NASA)

Звуковой барьер в аэродинамике — название ряда технических трудностей, вызванных явлениями, сопровождающими движение летательного аппарата (например, сверхзвукового самолёта, ракеты) на скоростях, близких к скорости звука или превышающих её.

## Ударная волна, вызванная летательным аппаратом

Распространение ударной волны, вызванной сверхзвуковым самолётом. Жёлтая линия — след ударной волны на земле. Снаружи конуса ударной волны (а на земле — перед жёлтой линией) самолёт не слышен.

При обтекании сверхзвуковым воздушным потоком твёрдого тела на его передней кромке образуется ударная волна (иногда не одна, в зависимости от формы тела). На фото слева видны ударные волны, образованные на острие фюзеляжа модели, на передней и задней кромках крыла и на заднем окончании модели.
На фронте ударной волны (называемой иногда также скачком уплотнения), имеющем очень малую толщину (доли миллиметра), почти скачкообразно происходят кардинальные изменения свойств потока — его скорость относительно тела снижается и становится дозвуковой, давление в потоке и температура газа скачком возрастают. Часть кинетической энергии потока превращается во внутреннюю энергию газа. Все эти изменения тем больше, чем выше скорость сверхзвукового потока. При гиперзвуковых скоростях (число Маха=5 и выше) температура газа достигает нескольких тысяч кельвинов, что создаёт серьёзные проблемы для аппаратов, движущихся с такими скоростями (например, шаттл «Колумбия» разрушился 1 февраля 2003 года из-за повреждения термозащитной оболочки, возникшего в ходе полёта).
Фронт ударной волны по мере удаления от аппарата постепенно принимает почти правильную коническую форму, перепад давления на нём уменьшается с увеличением расстояния от вершины конуса, и ударная волна превращается в звуковую. Угол между осью и образующей конуса {\displaystyle \alpha } связан с числом Маха соотношением
{\displaystyle \sin \alpha ={\frac {1}{M}}.}
Когда эта волна достигает наблюдателя, находящегося, например, на Земле, он слышит громкий звук, похожий на взрыв. Распространённым заблуждением является мнение, будто бы это следствие достижения самолётом скорости звука, или «преодоления звукового барьера». На самом деле, в этот момент мимо наблюдателя проходит ударная волна, которая постоянно сопровождает самолёт, движущийся со сверхзвуковой скоростью. Обычно сразу после «хлопка» наблюдатель может слышать гул двигателей самолёта, не слышный до прохождения ударной волны, поскольку самолёт движется быстрее звуков, издаваемых им. Очень похожее наблюдение имеет место при дозвуковом полёте — самолёт, летящий над наблюдателем на большой высоте (больше 1 км), не слышен, точнее, слышим с опозданием: направление на источник звука не совпадает с направлением на видимый самолёт для наблюдателя с земли.
Аналогичное явление может наблюдаться при артиллерийском огне: наблюдатель в нескольких километрах перед орудием может сначала видеть вспышку выстрела, через некоторое время слышит «гром» пролетевшего снаряда (и ещё несколько секунд после этого — создаваемый им шум).

## Волновой кризис

Характер аэродинамического сопротивления при скоростях:
1. Дозвуковой
2. Скорость звука в воздухе
3. Сверхзвуковой;
4. Звуковой удар

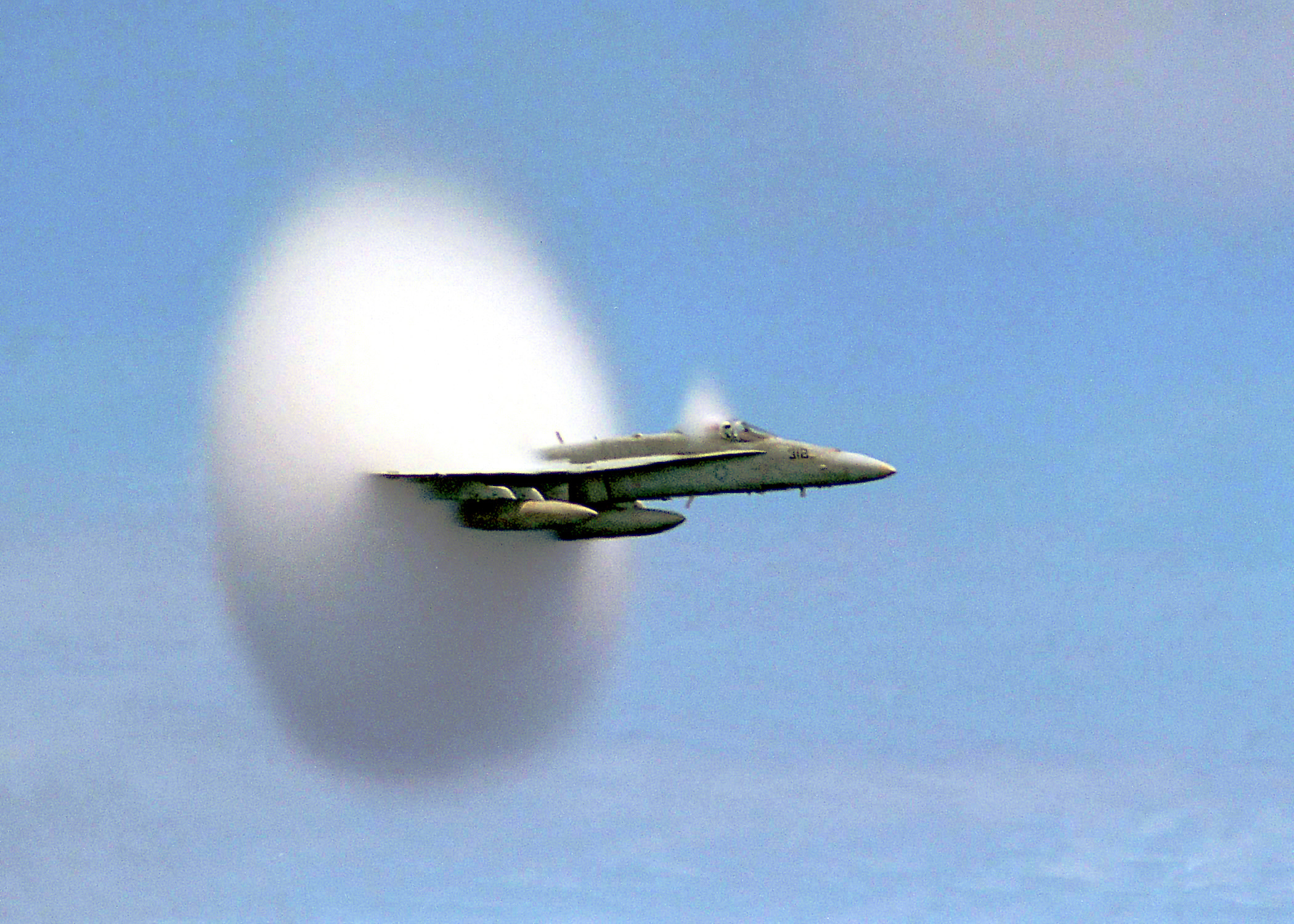
FA-18. Видно облако конденсата, образовавшегося вследствие локального изменения давления (Эффект Прандтля — Глоерта). Зачастую подобная картина ошибочно воспринимается в качестве «преодоления звукового барьера», о чём свидетельствует и название фотографии.

Волновой кризис — изменение характера обтекания летательного аппарата воздушным потоком при приближении скорости полёта к скорости звука, сопровождающееся, как правило, ухудшением аэродинамических характеристик аппарата — ростом лобового сопротивления, снижением подъёмной силы, появлением вибраций и прочими.
Уже в ходе Второй мировой войны скорость истребителей стала приближаться к скорости звука. При этом пилоты иногда стали наблюдать непонятные в то время и угрожающие явления, происходившие с их машинами при полётах с предельными скоростями. Сохранился эмоциональный отчёт лётчика ВВС США своему командиру генералу Арнольду:

Сэр, наши самолёты уже сейчас очень строги. Если появятся машины с ещё большими скоростями, мы не сможем летать на них. На прошлой неделе я на своём «Мустанге» спикировал на Me-109. Мой самолёт затрясся, словно пневматический молоток, и перестал слушаться рулей. Я никак не мог вывести его из пике. Всего в трёхстах метрах от земли я с трудом выровнял машину…
— Волновой кризис // Энциклопедия вооружений.
После войны, когда многие авиаконструкторы и лётчики-испытатели предпринимали настойчивые попытки достичь психологически значимой отметки — скорости звука, эти непонятные явления становились нормой, и многие из таких попыток закончились трагически. Это и вызвало к жизни не лишённое мистики выражение «звуковой барьер» (фр. mur du son, нем. Schallmauer — звуковая стена). Пессимисты утверждали, что этот предел превзойти невозможно, хотя энтузиасты, рискуя жизнью, неоднократно пытались сделать это. Развитие научных представлений о сверхзвуковом движении газа позволило не только объяснить природу «звукового барьера», но и найти средства его преодоления.
При дозвуковом обтекании фюзеляжа, крыла и оперения самолёта на выпуклых участках их обводов возникают зоны местного ускорения потока. Когда скорость полёта летательного аппарата приближается к звуковой, местная скорость движения воздуха в зонах ускорения потока может несколько превысить скорость звука (рис. 1а). Миновав зону ускорения, поток замедляется, с неизбежным образованием ударной волны (таково свойство сверхзвуковых течений: переход от сверхзвуковой скорости к дозвуковой всегда происходит разрывно — с образованием ударной волны). Интенсивность этих ударных волн невелика — перепад давления на их фронтах мал, но они возникают сразу во множестве, в разных точках поверхности аппарата, и в совокупности они резко меняют характер его обтекания, с ухудшением его лётных характеристик: подъёмная сила крыла падает, воздушные рули и элероны теряют эффективность, аппарат становится неуправляемым, и всё это носит крайне нестабильный характер, возникает сильная вибрация. Это явление получило название волнового кризиса. Когда скорость движения аппарата становится сверхзвуковой (M > 1), течение вновь становится стабильным, хотя его характер изменяется принципиально (рис. 1б).
|                                              |                                        |
| Рис. 1а. Крыло в близком к звуковому потоке. | Рис. 1б. Крыло в сверхзвуковом потоке. |

У крыльев с относительно толстым профилем в условиях волнового кризиса центр давления резко смещается назад, в результате чего нос самолёта «тяжелеет». Пилоты поршневых истребителей с таким крылом, пытавшиеся развить предельную скорость в пикировании с большой высоты на максимальной мощности, при приближении к «звуковому барьеру» становились жертвами волнового кризиса — попав в него, было невозможно выйти из пикирования, не погасив скорость, что в свою очередь очень сложно сделать в пикировании. Наиболее известным случаем затягивания в пикирование из горизонтального полёта в истории отечественной авиации является катастрофа Бахчиванджи при испытании ракетного БИ-1 на максимальную скорость. У лучших истребителей Второй мировой войны с прямыми крыльями, таких как P-51 «Мустанг» или Me-109, волновой кризис на большой высоте начинался со скоростей 700—750 км/ч. В то же время, реактивные Мессершмитт Me.262 и Me.163 того же периода имели стреловидное крыло, благодаря чему без проблем развивали скорость свыше 800 км/ч. Самолёт с традиционным винтом в горизонтальном полёте не может достичь скорости, близкой к скорости звука, поскольку лопасти воздушного винта попадают в зону волнового кризиса и теряют эффективность значительно раньше самолёта. Сверхзвуковые винты с саблевидными лопастями способны решить эту проблему, но на данный момент такие винты получаются слишком сложными в техническом плане и очень шумными, поэтому на практике не применяются.
Современные дозвуковые самолёты с крейсерской скоростью полёта, достаточно близкой к звуковой (свыше 800 км/ч), обычно выполняются со стреловидным крылом и оперением с тонкими профилями, что позволяет сместить скорость, при которой начинается волновой кризис, в сторону бо́льших значений. Сверхзвуковые самолёты, которым приходится проходить участок волнового кризиса при наборе сверхзвуковой скорости, имеют конструктивные отличия от дозвуковых, связанные как с особенностями сверхзвукового течения воздушной среды, так и с необходимостью выдерживать нагрузки, возникающие в условиях сверхзвукового полёта и волнового кризиса, в частности — треугольное в плане крыло с ромбовидным или треугольным профилем.
Рекомендации для безопасных околозвуковых и сверхзвуковых полётов сводятся к следующему:
- на дозвуковых скоростях полёта следует избегать скоростей, при которых начинается волновой кризис (эти скорости зависят от аэродинамических характеристик самолёта и от высоты полёта);
- переход с дозвуковой скорости на сверхзвуковую реактивными самолётами должен выполняться насколько возможно быстрее, с использованием форсажа двигателя, чтобы избежать длительного полёта в зоне волнового кризиса.

Термин волновой кризис применяется и к водным судам, движущимся со скоростями, близкими к скорости волн на поверхности воды. Развитие волнового кризиса затрудняет рост скорости. Преодоление судном волнового кризиса означает выход на режим глиссирования (скольжения корпуса по поверхности воды).

## Двигатели
Конструкция реактивного двигателя значительно меняется между сверхзвуковыми и дозвуковыми самолетами. Реактивные двигатели, как класс, могут обеспечить повышенную топливную экономичность на сверхзвуковых скоростях, даже если их удельный расход топлива больше на более высоких скоростях. Поскольку их скорость над землёй больше, это снижение эффективности меньше, чем пропорционально скорости до тех пор, пока она не превысит 2 Маха, а потребление на единицу расстояния ниже.
Турбовентиляторные двигатели повышают эффективность за счет увеличения количества холодного воздуха низкого давления, который они ускоряют, используя часть энергии, обычно используемой для ускорения горячего воздуха в классическом турбореактивном двигателе без двухконтурности. Конечным выражением этой конструкции является турбовинтовой двигатель, в котором почти вся реактивная тяга используется для питания очень большого вентилятора — пропеллера. Кривая эффективности конструкции вентилятора означает, что степень двухконтурности, которая максимизирует общую эффективность двигателя, зависит от скорости движения вперед, которая уменьшается от пропеллеров к вентиляторам и вообще не переходит в двухконтурность с увеличением скорости. Кроме того, большая лобовая площадь, занимаемая вентилятором низкого давления в передней части двигателя, увеличивает лобовое сопротивление, особенно на сверхзвуковых скоростях.
Например, ранние Ту-144 были оснащены турбовентиляторными двигателями с низкой степенью двухконтурности, и были намного менее эффективны, чем турбореактивные двигатели Concorde в сверхзвуковом полёте. Более поздние модели имели турбореактивные двигатели с сопоставимой эффективностью. Эти ограничения означали, что конструкции сверхзвуковых авиалайнеров не смогли воспользоваться преимуществами значительного улучшения экономии топлива, которое двигатели с высокой двухконтурностью принесли на рынок дозвуковых двигателей, но они уже были более эффективными, чем их дозвуковые турбовентиляторные аналоги.

## Структурные проблемы
Сверхзвуковые скорости транспортных средств требуют более узких конструкций крыла и фюзеляжа и подвержены большим нагрузкам и температурам. Это приводит к проблемам аэроупругости, которые требуют более тяжёлых конструкций для минимизации нежелательного изгиба. Сверхзвуковые авиалайнеры также требуют гораздо более прочной (и, следовательно, более тяжёлой) конструкции, поскольку их фюзеляж должен быть герметизирован с большим перепадом давления, чем у дозвуковых самолётов, которые не работают на больших высотах, необходимых для сверхзвукового полёта. Все эти факторы, вместе взятые, означали, что относительный вес одного пустого места в «Конкорде» более чем в три раза превышает аналогичный вес у «Боинга-747».
Тем не менее и «Конкорд», и Ту-144 были изготовлены из обычного алюминия и дюралюминия, в то время как более современные материалы, такие как углеродное волокно и кевлар намного прочнее при растяжении из-за их веса, а также являются более жёсткими. Поскольку вес конструкции на одно сиденье в конструкции сверхзвукового авиалайнера намного выше, любые улучшения приведут к большему росту эффективности, чем те же изменения в дозвуковом самолёте.

## Исторические факты
- 14 октября 1947 года звуковой барьер впервые был преодолён в управляемом полёте. Пилотом, впервые достигшим сверхзвуковой скорости стал американский лётчик-испытатель Чак Йегер на экспериментальном самолёте Bell X-1 (с прямым крылом и ракетным двигателем XLR-11), в пологом пикировании он достиг скорости М = 1,06.
- 26 декабря 1948 года звуковой барьер впервые был преодолён в СССР. Олег Соколовский, а потом и Иван Фёдоров достигли этого в полётах со снижением на опытном истребителе Ла-176.
- 21 августа 1961 года впервые гражданский самолёт преодолел звуковой барьер.  Пассажирский лайнер Douglas DC-8 достиг скорости 1,012 М (1262 км/ч) в ходе управляемого пике с высоты 12 496 м. Полёт предпринимался с целью собрать данные для проектирования новых передних кромок крыла.
- 15 октября 1997 года, спустя 50 лет после преодоления звукового барьера на самолёте, англичанин Энди Грин преодолел звуковой барьер на автомобиле Thrust SSC.
- 14 октября 2012 года Феликс Баумгартнер стал первым человеком, преодолевшим звуковой барьер без помощи какого-либо моторизированного транспортного средства, в свободном падении во время прыжка с высоты 39 километров. В свободном падении он достиг скорости 1342,8 километра в час.